# Hycleus pirata
Hycleus pirata es una especie de coleóptero de la familia Meloidae.

## Distribución geográfica
Habita en los Emiratos Árabes Unidos.